# Danka Lajos
Danka Lajos (Szombathely, 1961. augusztus 17. –) magyar faipari mérnök, politikus, országgyűlési képviselő.

## Életpályája

### Iskolái
1979-ben érettségizett a Hevesi Ákos Szakközépiskola és Szakmunkásképzőben. 1988–1993 között az Erdészeti és Faipari Egyetem hallgatója volt. 1994–1995 között gazdasági szakmérnök képesítést szerzett.

### Pályafutása
1982–1991 között a szombathelyi Falco gyártásközi ellenőre volt. 1991–1992 között a Vasép Faipari Kft. gyártás-előkészítője, 1993–1994 között műszaki vezetője volt. 1992–1993 között az Épszöv Rt. asztalos művezetője volt. 1994–1995 között a Hegyhátszentjakabi Építőipari Szövetkezet körmendi asztalosüzemének vezetője volt. 1995–1996 között a Nyugat-dunántúli Tüzép Rt. kereskedelmi igazgatója volt. 1997–1999 között a gencsapáti DAN-Épker Kft. kereskedelmi vezetője, 1999–2002 között ügyvezetője volt. 2003–2005 között a szombathelyi MÁV Rakszer Kft. ügyvezető igazgatója. 2004–2005 között a pácsonyi MÁV Eiffel Kft. ügyvezető igazgatója volt. 2005-től a MÁV Zrt. Szombathelyi Területi Képviselet igazgatója.

### Politikai pályafutása
1996 óta az FKGP tagja. 1997–1998 között az FKGP Vas megyei főtitkára volt, 2000-től elnöke. 1998–2000 között a Környezetvédelmi bizottság tagja, 2000–2002 között alelnöke volt. 1998–2002 között az Európai integrációs albizottság tagja volt. 1998–2002 között országgyűlséi képviselő (Vas megye) volt. 1999–2002 között az Oktatási és tudományos bizottság tagja volt. 2000–2002 között frakcióvezető-helyettes volt. 2001–2002 között a Védett madarak pusztításával kapcsolatos eseményeket kivizsgáló albizottság tagja volt. 2002-ben képviselőjelölt volt. 2002-ben és 2006-ban söptei polgármesterjelölt volt. 2006-tól önkormányzati képviselő. 2010–2014 között Söpte polgármestere volt. 2024-ben Mi Hazánkos színekben indul az önkormányzati választáson Szombathelyen a polgármesterségért.

## Családja
Szülei: Danka Lajos és Gergácz Anna. 1985-ben házasságot kötött Kiss Éva Erikával. Két lányuk született: Viktória Andrea (1986) és Brigitta Beatrix (1988).